# Podvodní hokej

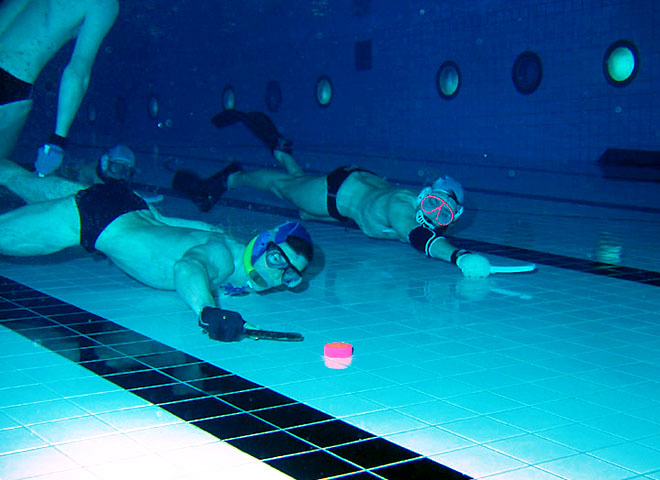
Podvodní hokej

Podvodní hokej (anglicky underwater hockey nebo Octopush) je kolektivní nekontaktní sport. Pravidla jsou odvozena ze známějšího ledního hokeje, hraje se však v bazénu s vodou, po jehož dně se pohybuje puk.

## Charakteristika
Každý hráč je vybaven základní potápěčskou výstrojí (ploutvemi, maskou a dýchací trubicí), hokejkou a rukavicí. Hraje se olověným pukem o hmotnosti 1,2 až 1,5 kg potaženým pryží, aby puk lépe klouzal po dně. Hrací plocha je 20 až 25 metrů dlouhá a 12 až 15 metrů široká. Šířka branek, umístěných na středu protilehlých konců, je 3 metry. Hraje se v hloubce minimálně 2 metrů, aby hráči nemohli stát na dně. Hrací doba je 2× 15 minut s tříminutovou přestávkou. Průběh hry sledují dva až tři rozhodčí ve vodě a hlavní rozhodčí na břehu, kterému asistuje časoměřič a zapisovatel.

## Vznik a vývoj
Podvodní hokej, známý také jako Underwater Hockey nebo Octopush, má dlouhou a zajímavou historii. Podvodní hokej vznikl roku 1954 ve Velké Británii. Vynalezl ho Alan Blake se svou ženou a přáteli. Byli vášnivými potápěči, ale v zimě čelili problému – tehdy ještě neexistovaly moderní potápěčské obleky, a tak se v moři potápět nemohli. 
Alan proto přišel s nápadem vytvořit sport, který by mohli hrát pod vodou i v bazénu. Jednoho večera se Alan sešel s ženou a přáteli a řekl jim své nápady a vize o zimním sportu, který by mohli vymyslet. Osm hráčů v týmu, olověné kruhové závaží a pálku na posouvání olověného disku. Jména Octopus (osm hráčů), Squid (něco jako klouzat) pro olověný disk, Cuttle (protože se rýmuje se slovem scuttle – otvor se záklopkou, ošatka) pro bránu a Pusher (z angl. tlačit, posouvat) pro hokejku daly vzniknout názvu sportu OCTO-PUSH (osm tlačících). 
Stále se objevovaly pochybnosti, zda to vše vůbec může fungovat a jediným způsobem, jak to ověřit, bylo jít do bazénu. A výsledek? Od té doby se hrál pravidelně, pořádaly se různé akce a postupně se tento nový sport Octopush rozšířil do celého světa. Nyní je registrován u Mezinárodní potápěčské federace (C.M.A.S) a patří k dynamicky se rozvíjejícím sportům. V současné době tvoří špičku tohoto sportu týmy Jižní Afriky, Austrálie, Kanady, Nizozemska, Velké Británie a Francie.

## Podvodní hokej v Česku
V Česku se začala historie podvodního hokeje psát v 90. letech 20. století, kdy se o něj začali zajímat studenti sdružení v českobudějovickém Klubu sportovních potápěčů Jihočeské univerzity, kteří později vytvořili první oficiální klub podvodního hokeje v Česku „Serrasalmus“.
V roce 2016 vznikl tým v Plzni s názvem „Pilsen Squids“ (Krakatice Plzeň), a hned o rok později byl založen také první pražský tým s názvem „Narwhals Prague Archivováno 18. 2. 2024 na Wayback Machine.“.
Od roku 2022 se hraje Česká liga podvodního hokeje. 
| Ročník | Vítěz divize Mix  | Vítěz divize Ženy | Vítěz divize U15 (do 15 let) |
| ------ | ----------------- | ----------------- | ---------------------------- |
| 2022   | Serrasalmus Mix A | Narwhals Prague   |                              |
| 2023   | Serrasalmus       | Serrasalmus       |                              |
| 2024   | Serrasalmus       | Serrasalmus       | Seals Plzeň                  |